# Brutal Chess
Brutal Chess é um programa de computador de código livre para xadrez e com uma interface tridimensional.